# Walton in Gordano
Walton in Gordano is een civil parish in het bestuurlijke gebied North Somerset, in het Engelse graafschap Somerset met 273 inwoners.